# Faro de Tayport Pile
El Faro de Tayport Pile (en inglés: Tayport Pile Lighthouse) es un antiguo faro, ya en desuso, situado en Tayport, Fife, Escocia, Reino Unido, en el lado meridional del Fiordo de Tay. Fue puesto en servicio en 1845 y significó el apagado del Faro de Tayport Low tres años más tarde. Consiste en una torre octogonal de madera sobre la que está situada la linterna y apoyada sobre pilotes a unos 500 metros de la orilla en el interior del fiordo. Es de los pocos ejemplos que sobreviven de los faros de factura similar que se construyeron en el Reino Unido en el siglo XIX. Fue apagado alrededor del año 1960. Por ello es considerado uno de los faros más antiguos y bien conservados de la costa este de escocía.